# The Feud
The Feud er en amerikansk stumfilm fra 1910.